# Cryptoxanthine
La cryptoxanthine est un pigment caroténoïde naturel. Il a été isolé de diverses sources, parmi lesquelles les pétales et les fleurs de plantes du genre Physalis, le zeste d'orange et de mandarine satsuma, la papaye, le jaune d'œuf, le beurre, la pomme et le sérum de sang de bovin.

## Chimie
En termes de structure, la cryptoxanthine est étroitement liée au  β-carotène, avec seulement l’ajout d’un groupe hydroxyle. C'est un membre de la classe des caroténoïdes connue sous le nom de xanthophylles.
Dans sa forme pure, la cryptoxanthine est un solide cristallin rouge au lustre métallique. Il est librement soluble dans le chloroforme, le benzène, le pyridine et le disulfure de carbone.

## Biologie et médecine
Dans le corps humain, la cryptoxanthine est convertie en vitamine A (rétinol) et est donc considérée comme une  provitamine A. Comme les autres caroténoïdes, la cryptoxanthine est un antioxydant qui peut aider à prévenir les dommages causés par les radicaux libres aux cellules et à l'ADN, ainsi qu'à stimuler la réparation des dommages oxydatifs causés à l'ADN.
La découverte (2006) d'association inverse entre la β-cryptoxanthine et le risque de cancer du poumon dans plusieurs études épidémiologiques d'observation suggère que la β-cryptoxanthine pourrait potentiellement agir en tant qu'agent chimio-préventif contre le cancer du poumon.  D'un autre côté, dans le groupe d'histologie de grade IV de patients adultes chez qui on a diagnostiqué un gliome malin, un apport modéré à élevé de cryptoxanthine (pour le deuxième tertile et pour le tertile supérieur comparé au tertile inférieur, dans tous les cas) était associé à une survie moindre.
Une cohorte américaine (7 283 participants observés pendant 26 ans) a établi (2022) qu'un haut niveau de lutéine + zéaxanthine (autres pigments de la famille caroténoïdes) et β-cryptoxanthine dans le sérum sanguin (indicateur de consommation de fruits colorés) est associé à une baisse de l'incidence des neurodégénérescences chez l'homme.

## Autres utilisations
La cryptoxanthine est également utilisée en tant que colorant  alimentaire (numéro  SIN  E161c). Son utilisation n'est pas approuvée dans l'Union européenne ni aux États-Unis, cependant, elle est approuvée en Australie et en Nouvelle-Zélande.